# Lista de cidades da Pensilvânia

Localização da Pensilvânia nos Estados Unidos.

Divisões da Pensilvânia por condados.

A Pensilvânia é um estado localizado na Região Nordeste dos Estados Unidos. O Censo dos Estados Unidos de 2010 apontou que a Pensilvânia é o 6º estado americano mais populoso, com cerca de 12.702.379 habitantes, e que além disso, é o 32º maior estado por área de terra, abrangendo 115.883 quilômetros quadrados. A Pensilvânia é divida em 67 condados.

## A
- Adamstown
- Akron
- Alburtis
- Alexandria
- Aliquippa
- Allegheny
- Allentown
- Allison Park
- Altoona
- Ambler
- Ambridge
- Annville
- Archbald
- Arnold
- Ashland
- Aspers
- Aston Township
- Atglen
- Athens
- Audubon
- Avoca
- Avonmore

## B
- Bagdad
- Bally
- Beaver Falls
- Bedford
- Belle Vernon
- Belleville
- Bensalem
- Berwick
- Berwyn
- Bethel
- Bethlehem
- Biglerville
- Bird In Hand
- Birdsboro
- Blairsville
- Blandon
- Bloomsburg
- Blue Bell
- Blue Ridge Summit
- Boothwyn
- Bowmanstown
- Bowmansville
- Boyertown
- Braddock
- Bradford
- Breinigsville
- Bridesburg
- Bridgeburg
- Bridgeport
- Bridgeville
- Brighton
- Bristol
- Brockway
- Brookville
- Broomall
- Bryn Mawr
- Burley
- Burnham
- Bustleton
- Butler
- Byberry

## C
- Cambridge Springs
- Camp Hill
- Camphill
- Canonsburg
- Carbondale
- Cargo City
- Carlisle
- Carnegie
- Cashtown-McKnightstown
- Catasauqua
- Chadds Ford
- Chalfont
- Chambersburg
- Champion
- Chester Township
- Cheswick
- Childs
- Clairton
- Clarks Summit
- Clearfield-Bellefonte apt
- Cleona
- Clifton Heights
- Coatesville
- Collegeville
- Collingdale
- Colmar
- Columbia
- Connellsville
- Conshohocken
- Coopersburg
- Coraopolis
- Cornwells Heights
- Corry
- Coudersport
- Creighton
- Cresco
- Cressona
- Croydon
- Crystal Lake
- Curwensville

## D
- Dallas
- Dallastown
- Dalton
- Danville
- Darby Township
- Darlington
- Delano
- Delaware Water Gap
- Denver
- Devon
- Donora
- Douglassville
- Downey
- Downingtown
- Doylestown
- Dravosburg
- DuBois
- Duncansville
- Dunmore
- Duquesne
- Duryea
- Dushore

## E
- East Berlin
- East Butler
- East Goshen
- East Greenville
- East Stroudsburg
- Easton
- Ebensburg
- Eddystone
- Edgemont
- Elizabethtown
- Elkland
- Ellenwood City
- Emigsville
- Emlenton
- Emporium
- Endeavor
- Ephrata
- Erie
- Essington
- Evans City
- Ever City
- Exeter
- Export
- Exton
- Eynon

## F
- Fair Hill
- Fairless Hills
- Falls Creek
- Fallsington
- Farrel
- Feasterville
- Filadélfia
- Fleetwood
- Fogelsville
- Folcroft
- Ford City
- Fort Indiantown Gap
- Fort Washington
- Forty Fort
- Foxcroft
- Frackville
- Franconia
- Frank
- Frankford
- Franklin
- Frazer
- Fredericktown-Millsboro
- Frisco

## G
- Gardner
- Gardners
- Garnder
- Germansville
- Gettysburg
- Gibralter
- Gibson
- Gibsonia
- Gilbertsville
- Glassport
- Glenn Da
- Glenolden
- Glenshaw
- Gouldsboro
- Green Tree
- Greencastle
- Greensburg
- Greenville
- Grove City
- (Gwynedd

## H
- Hadley
- Hamburg
- Hanburg
- Hanover
- Harding
- Harleysville
- Harrisburg
- Hatboro
- Hatfield
- Havertown
- Hazleton
- Heidelberg
- Heidlersburg
- Hellertown
- Hermitage
- Hershey
- Hightstown
- Holland
- Honesdale
- Honey Brook
- Horsham
- Houston
- Hummelstown
- Huntingdon
- Huntingdon Valley
- Huntington Valley
- Hyde

## I
- Imperial
- Indiana
- Industry
- Irving
- Irwin
- Ivyland

## J
- Jeannette
- Jeffersonville
- Jenkintown
- Jessup
- Johnsonburg
- Johnstown
- Josephtown

## K
- Kane
- Karns City
- Karthaus
- Kennett Square
- Kensington
- Kimberton
- King Of Prussia
- Kingston
- Kittanning
- Kreamer
- Kulpsville
- Kutztown

## L
- Laflin
- Lake City
- Lake Winola
- Lancaster
- Langeloth
- Langhorne
- Lansdale
- Lansford
- Latrobe
- Lawrence
- Lebanon
- Leechburg
- Leesport
- Leetsdale
- Lehigh Valley
- Lemoyne
- Leola
- Lester
- Levittown
- Lewisburg
- Lewistown
- Ligonier
- Linwood
- Lionville
- Lititz
- Litiz
- Liverpool
- Lock Haven
- Locust Summit
- Lower Burrell

## M
- Malvern
- Manheim
- Mansfield
- Manver
- Marathon
- Marcus Hook
- Marietta
- Marion
- Mars
- Martins Creek
- Marysville
- Mayfield
- Maywood
- McAdoo
- McChesneytown-Loyalhanna
- McConnellsburg
- McDonald
- McKeesport
- McMurray
- McVeytown
- Meadow Lands
- Meadville
- Mechanicsburg
- Media
- Mehoopany
- Mercer
- Mertztown
- Middletown
- Mifflinburg
- Mifflinville
- Milesburg
- Milford
- Mill Hall
- Millersburg
- Milroy
- Milton
- Minersville
- Modena
- Modesto
- Monaca
- Monessen
- Monongahela
- Montgomeryville
- Montoursville
- Moosic
- Morgantown
- Morrisville
- Mountain Top
- Mountsville
- Mountville
- Mt Bethel
- Mt Joy
- Mt Pleasant
- Mt Pocono
- Mt Union
- Mt Wolf
- Muncy

## N
- Nanticoke
- Nazareth
- Nesquehoning
- Neville Island
- New Berlin
- New Brighton
- New Castle
- New Centerville
- New Cumberland
- New Eagle
- New Holland
- New Hope
- New Kensington
- New Kings Town
- New Kingston
- New Kingstown
- New Milford
- New Oxford
- New Philadelphia
- New Stanton
- Newtown
- Newtown
- Newtown Grant
- Newtown Square
- Norristown
- North East
- North Huntingdon
- Northumberland
- Nottingham

## O
- Oak
- Oakdale
- Oakmont
- Oaks
- Oil City
- Old Forge
- Ono
- Orefield
- Orrtanna
- Orwigsburg

## P
- Palmerton
- Park Junction
- Parker
- Parkesburg
- Parkwood
- Paxinos
- Peach Glen
- Penn Run
- Penndel
- Petersburg
- Petrolia
- Philadelphia
- Philadelphia North East apt
- Phoenixville
- Pipersville
- Pittsburgh
- Pittsfield
- Pittston
- Plumbsteadville
- Plymouth
- Plymouth Meeting
- Pocono Manor
- Pottstown
- Pottsville
- Pt Allegany
- Pt Providence
- Pt Trevorton

## Q
- Quakertown

## R
- Radnor
- Ransom
- Reading
- Red Lion
- Reedsville-Lewiston apt
- Ridgway
- Ridley Park
- Ringgold
- Roaring Springs
- Robesonia
- Rochester
- Rosemont
- Rouseville
- Royersford
- Rosewood

## S
- Saegertown
- Sagentown
- Schenley
- Schuylkill
- Schuylkill Haven
- Scottdale
- Scranton
- Seiple
- Selinsgrove
- Seven Springs
- Shamokin
- Sharon
- Sharon Hill
- Shickshinny
- Shippensburg
- Shiremanstown
- Sinking Springs
- Slatington
- Slippery Rock
- Somerset
- Souderton
- Southampton
- Southwark
- Spring City
- Spring House
- Springdale
- St. Clair
- St. Clairsville
- St. Lawrence
- St. Marys
- St. Michael-Sidman
- St. Petersburg
- State College
- Sterling
- Stockertown
- Strausstown
- Strinestown
- Stroudsburg
- Sugar Grove
- Summerhill
- Sunbury (Pensilvânia)Sunbury
- Swissvale

## T
- Tamaqua
- Tarentum
- Taylor
- Telford
- Temple
- Thordale
- Titusville
- Tobyhanna
- Topton
- Towanda
- Tower City
- Trafford
- Trainer
- Tremount
- Trevorton
- Trevose
- Trumbauersville
- Tullytown
- Tunkhannock
- Tunnelhill
- Tyrone

## U
- Union
- Union City
- Uniontown
- Upper Darby
- Upper Black Eddy

## V
- Valley Forge
- Valley View
- Verona
- Vogleyville

## W
- Wagontown
- Wampum
- Warminster
- Warren
- Warrendale
- Warrington
- Washington
- Washington Crossing
- Waymart
- Wayne
- Waynesboro
- Waynesburg
- Weatherly
- Wellsboro
- West Chester
- West Conshohocken
- West Elizabeth
- West Hazleton
- West Middlesex
- West Mifflin
- West Point
- Westmoreland
- Westport
- Wexford
- Wheatland
- Whitehall
- Wilkes-Barre
- Willgrove
- Williamsport
- Williamstown
- Willow Grove
- Windber
- Windcap
- Windgap
- Wissahickon
- Womelsdorf
- Wrightsville
- Wyalusing
- Wyoming
- Wyomissing
- Wyona

## Y
- York
- Youngsville
- Youngwood

## Z
- Zelienople
- Zieglerville